# 矢追純一
矢追純一（1935年7月17日—）是日本電視主持人和製作人，神祕學作家。

## 生平
1935年出生於滿州國長春，戰後返回日本就讀東京電機大學附屬高中，中央大學法律系畢業。
1960年代進入日本電視台負責11PM深夜節目的超自然現象單元，建議導演採用紀錄片拍攝手法之後受到好評。70年代參與尼斯湖探險隊、超能力者探秘等由富豪投資人出資的海外超自然紀錄片拍攝。後超能力熱潮消退後於80年代專攻飛碟外星人相關節目，也在日本广播电台兼職DJ。1986年9月辭職離開日電系統，成立財團法人地球環境財團擔任常務理事，但不久後辭任交棒給別人，當時正當日本泡沫經濟頂峰，矢追純一成立音響設備製造商等多家公司擔任董事長，但寫作超自然相關文章也一直有產出。
之後獲美國IOND University這所私人同好會性質的非登記大學，頒發榮譽理工博士學位。21世紀後以「未知現象研究学部長」的藝名名號在社會活動，出席眾多飛碟社團和研討會。
2008年羽咋市的宇宙科學館「COSMO羽咋」邀請矢追純一擔任名譽館長，並擔任館內的「飛碟知識證書」考試的題目監製。目前持續以飛碟愛好活動家在社會上活動。

## 作品

### 電視節目
- NOW在遊行（日本電視台、1974 、演出超能力者）
- Tomboy外星人-兒童節目（日本電視台、1981年） - 片頭曲客串
- 廣泛觀點（日本電視台）
- 最好的房子123 奇人異士（フジテレビ）
- 週日日本（TBSテレビ） - 宇宙開發局特輯
- 人志松本的○○一個故事（富士電視台、2011年4月8日）
- 緊急検証!外星人地球入侵歷史〜回想起來，我遇到一個外星人（家庭影院、2013年10月14日）
- 緊急検証!矢追純一確實存在！？〜一起去找矢追純一〜（家庭影院、2014年10月25日）
- 怪異照片大賽 （2015年1月27日、富士電視台）

### 電台節目
- 徳光和夫 週六歌謠（2018年8月18日、日本放送）

### 電影
- 哥吉拉vs王者基多拉（1991年） - ゲストコメンテーター役
- 彎曲吧！湯匙（2009年）

### 廣告
- 井澤金屬公司（1990年 - 1993年）
- バンダイ・ケロロ軍曹 （2006年）
- IDOM 公司（2007年）

### 網路節目
- 溜池Now（GyaO） - 第9集「外星人排名」
- 矢追純一的一小時（GyaO） - 2009年1月21日~3月6日
- 飛碟射擊遊戲（日テレ×GAME） - 手機遊戲中旁白
- REIGN郁磨with Sadie剣的「悪魔教育講座」特別篇 矢追純一　 - 視覺系動畫

## 書籍
- 納粹正在建造一個不明飛行物  ISBN 4277880835 - 探討納粹飛碟
- 你為什麼不能看到屍體 ISBN 4309491499 - 城市中動物屍體總是不見，一種粒子對消滅裝置科技的國際陰謀論 (と学会的主題讀物)
- 人死時少了70公克靈魂 ISBN 430925120X - 靈魂學
- 地球跟外星人的密約 ISBN 9784584007105 (1989)
- 矢追純一のUFO大全 ISBN 9784576061030
- 宇宙綁架者 ISBN 9784576901374 (1990)
- ＵＦＯ超常現象対談　飛鳥昭雄×矢追純一  ISBN 4054049060
- 抓到活的外星人了!!MJ-12隱含的真相 ISBN 9784413080651 (1991) - MJ-12組織陰謀論
- 外星人就住在地球 ISBN 9784413015349
- 飛碟警告人類滅亡與NASA的逃離地球計畫 ISBN 9784413081306 (1992)
- 第三選擇 人類移民計畫 ISBN 9784309490045 (1993)
- 第五類接觸之謎 ISBN 9784277880367
- 未報導的飛碟真相  ISBN 9784896343472 (2015)